# Krakau (distrikt)

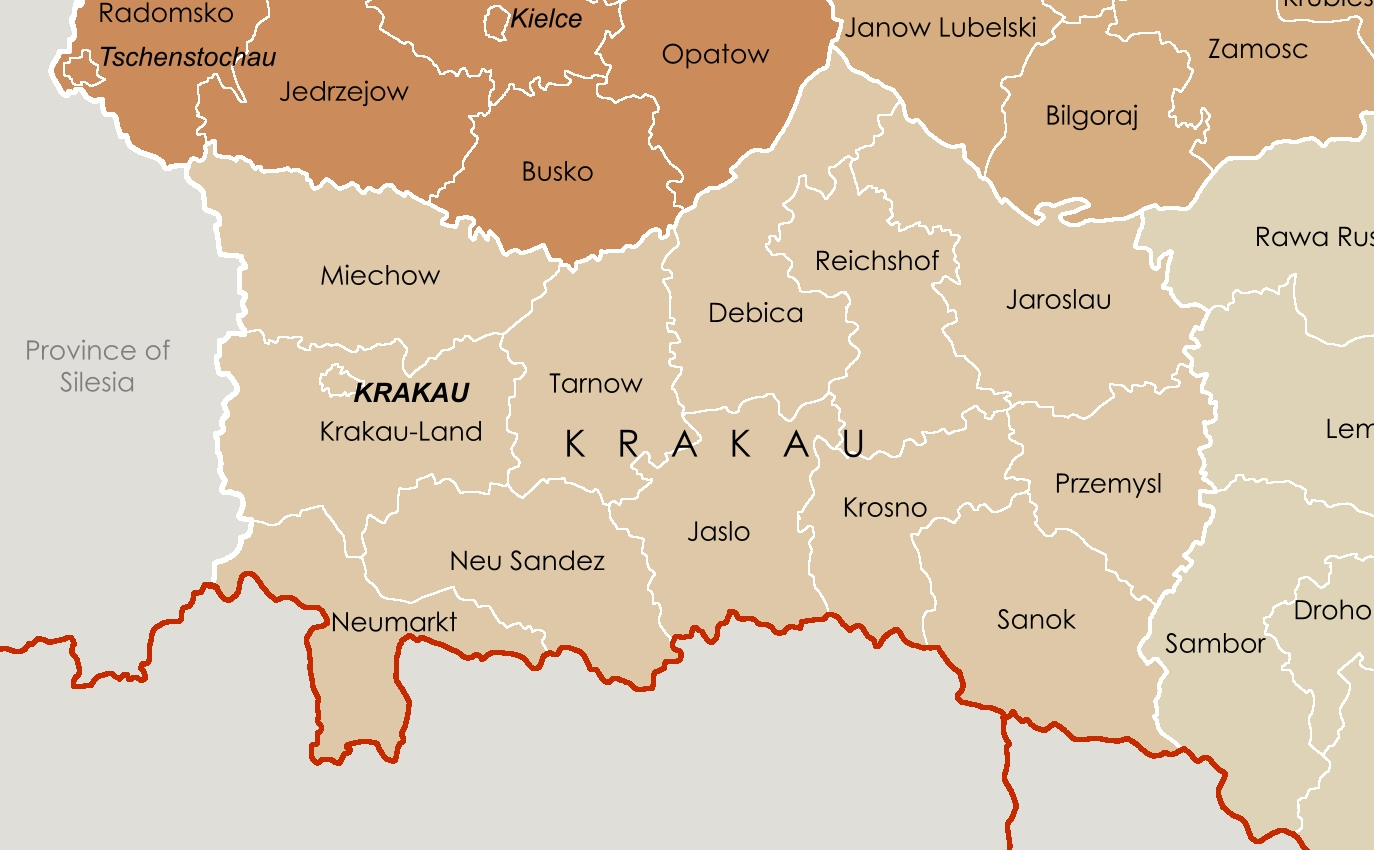
Administrativ karta över distriktet Krakau år 1941.

Krakau (Kraków) var mellan 1939 och 1945 ett administrativt distrikt inom Generalguvernementet, den del av Polen som inte inkorporerades i Tyska riket. Generalguvernementet inrättades den 26 oktober 1939 och delades då upp i fyra distrikt: Krakau, Lublin, Radom och Warschau. I augusti 1941, efter inledandet av Operation Barbarossa, tillkom ett femte distrikt: Galizien. Distriktet Krakau var indelat i tretton län: Dębica, Jaroslau, Jaslo, Krakau, Krakau-Land, Krosno, Miechów, Neumarkt (Dunajec), Neu-Sandez, Przemysl, Reichshof, Sanok och Tarnow.

## Administration
Guvernör för civilförvaltningen
- Otto Wächter: 1939–1942
- Ferdinand Wolsegger: 1942
- Richard Wendler: 1942–1943
- Ludwig Losacker: 1943
- Kurt von Burgsdorff: 1943–1945

SS- och polischef (SS- und Polizeiführer, SSPF)
- Karl Zech: 1939–1940
- Hans Schwedler: 1940–1941
- Julian Scherner: 1941–1944
- Theobald Thier: 1944–1945

Kommendör för Ordnungspolizei
- Emil Höring: 1939
- Max Montua: 1939–1940
- Werner Spitta: 1940
- Hermann Keuper: 1940–1941
- Mueller: 1941
- Richard Gassler: 1941–1942
- Werner Bardua: 1942–1944
- Felix Bauer: 1944
- Günther Merk: 1944–1945

Kommendör för Sicherheitspolizei och Sicherheitsdienst
- Bruno Müller: 1939
- Walter Huppenkothen: 1939–1940
- Ludwig Hahn: 1940
- Max Großkopf: 1940–1943
- Rudolf Batz: 1943